# Олга Наумовска
Олга Наумовска (на македонска литературна норма: Олга Наумовска) е актриса от Република Македония, първа дама на Битолския народен театър.

## Биография
Родена е на 6 май 1927 година в Прилеп. Две години играе в Прилепския народен театър, а в 1954 година се мести да играе в Битоля. Еднакво добре изпълнява антични, класически и съвременни роли.
Носителка е на наградите „11-и октомври“ за цялостно творчество, „4-ти ноември“ на град Битоля (два пъти), награда за роля на театралния фестивал „Войдан Чернодрински“ (четири пъти), както и на същия фестивал наградата за цялостно творчество.
Умира на 15 юли 1999 година в Битоля.